# Боскети (Перуђа)
Боскети је насеље у Италији у округу Перуђа, региону Умбрија.
Према процени из 2011. у насељу је живело 114 становника. Насеље се налази на надморској висини од 205 м.